# Noname
Fatimah Nyeema Warner (nacida el 18 de septiembre de 1991), conocida profesionalmente como Noname, es una rapera, poeta, productora discográfica y actriz estadounidense.

## Primeros años
Noname creció en el barrio Bronzeville de Chicago . Fue criada por sus abuelos hasta que estuvo en la secundaria. Cuando regresó a vivir con su madre, tenía un nuevo hermano y ella y su madre no se llevaban bien. Cuando era adolescente, escuchó a los músicos de blues Buddy Guy y Howlin 'Wolf ,  y pasó un tiempo en la librería de su madre.  Ella comenzó a escribir poesía después de tomar una clase de escritura creativa en la escuela secundaria.  Cuando era adolescente, pasó un tiempo en el proyecto YOUMedia, un espacio para que jóvenes artistas creen y establezcan redes, y luego se basó en la Biblioteca Harold Washington . Allí, se hizo amiga de muchos talentos locales, incluidos Chance.

## Carrera

### 2010–2015: primeros proyectos
El interés de Noname en la poesía la llevó a competir en competencias locales de micrófonos abiertos y poesía de slam ; ocupó el tercer lugar en la competencia anual Louder Than a Bomb de Chicago . Luego, Noname comenzó a rapear en el estilo libre con amigos, colaborando con artistas locales de Chicago, incluidos Chance the Rapper, Saba , Mick Jenkins y Ramaj Eroc.
En 2013, apareció en el segundo mixtape de Chance the Rapper , Acid Rap , contribuyendo con un verso a la canción "Lost", donde cantó el coro de la canción y su propio verso.  Más tarde contribuyó con un verso para la canción "Finish Line / Drown" del libro para colorear Mixtape 2016 de Chance the Rapper . En diciembre de 2016, apareció con Chance the Rapper en Saturday Night Live.  Ella anunció su primera gira el 13 de noviembre de 2016. 
En 2014, apareció en el mixtape de Mick Jenkins The Waters , contribuyendo a la canción "Comfortable". En 2015, apareció en varias pistas del álbum de Kirk Knight , Late Knight Special .

### 2016–2017:Telefone
Noname usó por primera vez el nombre artístico "Noname Gypsy", que eligió cuando era adolescente cuando estaba haciendo la transición de la poesía a la música, creyendo que "los gitanos eran muy nómadas, no solo por quedarse en un espacio por mucho tiempo". En marzo de 2016, eliminó a "Gypsy" de su nombre artístico después de enterarse de su alto contenido racial,  diciendo que desconocía las connotaciones negativas del término "gypsy" y que no quería ofender a los romaníes .  En una entrevista de 2016 con The Fader , explicó su nombre artístico actual, luego del cambio:
Intento existir sin unirme a las etiquetas. Realmente no me gustan las etiquetas, ni siquiera la forma en que me visto; Usualmente no uso nada con una marca conocida. Para mí, no tener un nombre expande mi creatividad. Soy capaz de hacer cualquier cosa. Noname podría ser una enfermera, Noname podría ser un guionista. No estoy limitado a ninguna categoría de arte u otra existencia, en un nivel más existencial.
Noname lanzó su primer mixtape, Telefone , el 31 de julio de 2016, después de tres años de producción.  Telefone fue el método de Noname para publicitar su nuevo nombre artístico, a través de canciones presentadas como conversaciones telefónicas abiertas.  El álbum se centra en las conversaciones telefónicas importantes que ha tenido Noname.  Su rap habla del dolor de las mujeres negras y también destaca las dificultades de crecer en Chicago.  El álbum fue lanzado originalmente como descarga gratuita en Bandcamp , y luego en vinilo en septiembre de 2017. 
Rolling Stone escribió que era uno de los "hip-hop más estimulantes de 2016". Stereogum escribió que Noname poseía "una potencia y urgencia en sus complicadas cadencias de palabras habladas y una entrega moderada que escapa a muchos de sus compañeros más animados". Consequence of Sound escribió que "cuanto más fuerte suena su música, más brillante es su cadencia, dándole a sus letras un tipo de arte en 3D que hace que Telefone seaun diario de lecciones demasiado relevantes para guardarlo para usted".
En octubre de 2016, Noname y su compañero residente en Chicago, Saba, colaboraron para producir "Church / Liquor Store", una canción que explora el lado oeste de Chicago, donde las tiendas de licores se encuentran directamente al lado de los lugares de culto.  Noname critica la gentrificación del vecindario y la eliminación del crimen que se cree que lo acompaña.
Noname realizó un concierto NPR Tiny Desk en abril de 2017.

### 2018 – presente:Room 25
En agosto de 2018, Noname anunció que su segundo álbum, Room 25 , se lanzaría en el otoño de 2018.  El álbum, que tardó aproximadamente un mes en grabar, narra los dos años desde el lanzamiento de Telefone , durante el cual ella se mudó de Chicago a Los Ángeles y tuvo una breve relación romántica.
Noname comparó su madurez en la habitación 25 con Telefone , diciendo que " Telefone era un récord muy PG porque yo era muy PG. Simplemente no había tenido relaciones sexuales".  A diferencia de Telefone , la Room 25 se creó debido a una obligación financiera. Noname dijo en una entrevista: "Llegué a un punto en el que necesitaba hacer un álbum porque tenía que pagar el alquiler. Podría haber hecho otra gira de Telefone , pero ya no puedo tocar esas canciones". "Como podría, pero físicamente lo odio porque los he estado jugando durante mucho tiempo".  Noname pagó todo el álbum usando dinero de giras y apariciones especiales en proyectos de Chance the Rapper.
El álbum fue lanzado el 14 de septiembre de 2018. El Hunt de NME describió el álbum como "impecable" y "inteligentemente construido y adornado con intrincadas sutilezas". Rolling Stone dijo que Noname era "Uno de las mejores raperas vivos" y la incluyó en una lista de "Artistas que necesitas conocer". Pitchfork designó a la Room 25 como "Mejor Nueva Música" y escribió que es "una historia trascendente de la mayoría de edad construida alrededor del jazz cósmico y el neo-soul, entregada por una mujer profundamente comprometida con su interioridad y la del mundo alrededor de ella." PopMattersdijo que el álbum era "neo-soul vintage y futuro rap de la mano; un santuario conmovedor para aquellos apagados por la austeridad del rap mumble". Interpretó una mezcla de tres canciones de "Blaxploitation", "Prayer Song" y "Don't Forget About Me" del álbum en su debut en televisión en solitario en The Late Show con Stephen Colbert el 17 de octubre de 2018.
El 15 de mayo de 2019, Noname anunció que su próximo segundo álbum de estudio se titularía Factory Baby . En noviembre de ese año, dijo que estaba dejando la música y expresó su frustración con su público predominantemente blanco.  Ella continuó diciendo que la demografía de su base de fans la hizo querer dejar la música: "Me niego a seguir haciendo música y ponerla en línea de forma gratuita para las personas que no me apoyan. Si ustedes no quiero salir de la cuna, lo siento. No quiero bailar en un escenario para gente blanca ".